# Kio
Kio is een single van het Volendamse Maddog. Maddog is nooit toegekomen aan een album. Kio is een van de vier singles die de Nederlandse Top 40 wisten te halen. Kio is een lied over een boerenjongen uit Mexico, die wordt geboren op het platteland, maar ging strijden voor zijn land.
B-kant Peace and love is geschreven door Oscar Harris.
Klaas Leyen was succesvol muziekproducent voor/met Imca Marina, Reinhard Mey, Mieke Telkamp, The Buffoons, Next One, Maddog en The Cats.

## Hitnotering
Kio haalde de Daverende 30 niet.

### Nederlandse Top 40
| Hitnotering: week 11 t/m 15 in 1974 | Hitnotering: week 11 t/m 15 in 1974 | Hitnotering: week 11 t/m 15 in 1974 | Hitnotering: week 11 t/m 15 in 1974 | Hitnotering: week 11 t/m 15 in 1974 | Hitnotering: week 11 t/m 15 in 1974 | Hitnotering: week 11 t/m 15 in 1974 |
| Week:                               | 1                                   | 2                                   | 3                                   | 4                                   | 5                                   |                                     |
| ----------------------------------- | ----------------------------------- | ----------------------------------- | ----------------------------------- | ----------------------------------- | ----------------------------------- | ----------------------------------- |
| Positie:                            | 34                                  | 28                                  | 24                                  | 27                                  | 35                                  | uit                                 |